# دیافرا ساخو
دیافرا ساخو (فرانسوی: Diafra Sakho‎؛ زادهٔ ۲۴ دسامبر ۱۹۸۹) بازیکن فوتبال اهل سنگال است.
از باشگاه‌هایی که در آن بازی کرده‌است می‌توان به مس، وستهام یونایتد و رن اشاره کرد.
وی همچنین در تیم ملی فوتبال سنگال بازی کرده‌است.